# Phaenostictus mcleannani
El hormiguero ocelado (Phaenostictus mcleannani), es una especie de ave paseriforme de la familia Thamnophilidae, monotípica dentro del género Phaenostictus. Se distribuye en América Central y el noroeste de Sudamérica.

## Distribución y hábitat
Se distribuye desde el norte de Honduras, a través de Nicaragua, Costa Rica y Panamá, hasta el oeste de Colombia y el noroeste de Ecuador. Ver detalles en Subespecies.
Esta especie es considerada poco común en su hábitat natural, el sotobosque de selvas húmedas hasta los 900 m de altitud.

## Comportamiento
El hormiguero ocelado es considerado un seguidor obligado de hormigas guerreras, rara vez forrajea lejos de los enjambres. Entre las especies de hormigueros y seguidores de hormigas (como tángaras y trepadores) por lo general es la especie dominante.

### Alimentación
Se alimenta principalmente de insectos y artrópodos y a veces pequeños lagartos. La mayoría de sus presas las obtiene siguiendo los senderos de hormigas guerreras para capturar los insectos espantados por las mismas. Una de estas especies de hormigas es Eciton burchellii.

### Reproducción
La biología social de esta especie es inusual para la familia de los hormigueros. La pareja reproductora formar el núcleo de un grupo o clan que incluye a sus descendientes machos y sus compañeras. Estos clanes trabajan juntos para defender sus territorios contra los rivales.

## Sistemática

### Descripción original
La especie P. mcleannani fue descrita por primera vez por el ornitólogo estadounidense George Newbold Lawrence en 1860 (pero publicado apenas en 1861) bajo el nombre científico Phlogopsis MeLeannani (error); localidad tipo «Lion Hill Station, Colón, Panamá».
El género Phaenostictus fue descrito por el ornitólogo estadounidense Robert Ridgway en 1909.

### Etimología
El nombre genérico masculino «Phaenostictus» deriva del griego «phainō»: demostrar, exhibir y «stiktos»: punteado; y el nombre de la especie «mcleannani», homenajea a James McLeannan (fl. 1860) ingeniero estadounidense en el ferrocarril en Panamá y colector.

### Taxonomía
La subespecie propuesta chocoanus del este de Panamá y noroeste de Colombia, parece ser indistinguible de la nominal.
Los estudios genéticos indican que los géneros Willisornis, Pithys, Phaenostictus, Phlegopsis, Gymnopithys y Rhegmatorhina forman un grupo monofilético de seguidores especializados de hormigas. Este grupo fue denominado «clado Pithys», dentro de una tribu Pithyini.

### Subespecies
Según las clasificaciones del Congreso Ornitológico Internacional (IOC) y Clements Checklist v.2018, se reconocen cuatro subespecies, con su correspondiente distribución geográfica:
- Phaenostictus mcleannani saturatus (Richmond, 1896) – norte y noroeste de Honduras hacia el sur hasta Costa Rica (pendiente caribeña, en el norte también en la pendiente del Pacífico) y extremo oeste de Panamá (oeste de Bocas del Toro).
- Phaenostictus mcleannani mcleannani (Lawrence, 1860) – centro y este de Panamá (al este desde Veraguas en la pendiente del Pacífico, provincia de Panamá en la pendiente del Pacífico) y noroeste de Colombia (hacia el sur a lo largo de la pendiente del Pacífico hasta Valle del Cauca, y en la pendiente norte de los Andes en Córdoba y Antioquia).
- Phaenostictus mcleannani pacificus Hellmayr, 1924 – extremo suroeste de Colombia (Cauca, Nariño) y noroeste de Ecuador (Esmeraldas).